# Justin Edwards (cestista 2003)
Justin Te'jon Edwards (Filadelfia, 16 dicembre 2003) è un cestista statunitense, professionista nella NBA con i Philadelphia 76ers e in G League con i Delaware Blue Coats.

## Carriera
Dopo aver trascorso un anno in NCAA con i Kentucky Wildcats, non viene scelto al Draft NBA 2024, rimanendo undrafted. Firma poi un two-way contract con i Philadelphia 76ers, venendo associato alla squadra affiliata dei Delaware Blue Coats in G League.

## Statistiche

### College
| Anno      | Squadra           | PG | PT | MP   | TC%  | 3P%  | TL%  | RP  | AP  | PRP | SP  | PP  |
| --------- | ----------------- | -- | -- | ---- | ---- | ---- | ---- | --- | --- | --- | --- | --- |
| 2023-2024 | Kentucky Wildcats | 32 | 30 | 21,4 | 48,6 | 36,5 | 77,6 | 3,4 | 0,9 | 0,9 | 0,2 | 8,8 |
| Carriera  | Carriera          | 32 | 30 | 21,4 | 48,6 | 36,5 | 77,6 | 3,4 | 0,9 | 0,9 | 0,2 | 8,8 |

### NBA

#### Regular Season
| Anno      | Squadra            | PG | PT | MP   | TC%  | 3P%  | TL%  | RP  | AP  | PRP | SP  | PP   |
| --------- | ------------------ | -- | -- | ---- | ---- | ---- | ---- | --- | --- | --- | --- | ---- |
| 2024-2025 | Philadelphia 76ers | 44 | 26 | 26,3 | 45,5 | 36,3 | 69,6 | 3,4 | 1,6 | 1,0 | 0,4 | 10,1 |
| Carriera  | Carriera           | 44 | 26 | 26,3 | 45,5 | 36,3 | 69,6 | 3,4 | 1,6 | 1,0 | 0,4 | 10,1 |

### G League
| Anno      | Squadra         | PG | PT | MP   | TC%  | 3P%  | TL%  | RP  | AP  | PRP | SP  | PP   |
| --------- | --------------- | -- | -- | ---- | ---- | ---- | ---- | --- | --- | --- | --- | ---- |
| 2024-2025 | Del. Blue Coats | 17 | 17 | 32,5 | 47,4 | 38,1 | 88,0 | 3,3 | 1,9 | 1,4 | 0,4 | 18,5 |
| Carriera  | Carriera        | 17 | 17 | 32,5 | 47,4 | 38,1 | 88,0 | 3,3 | 1,9 | 1,4 | 0,4 | 18,5 |